# Castelo de Mesía

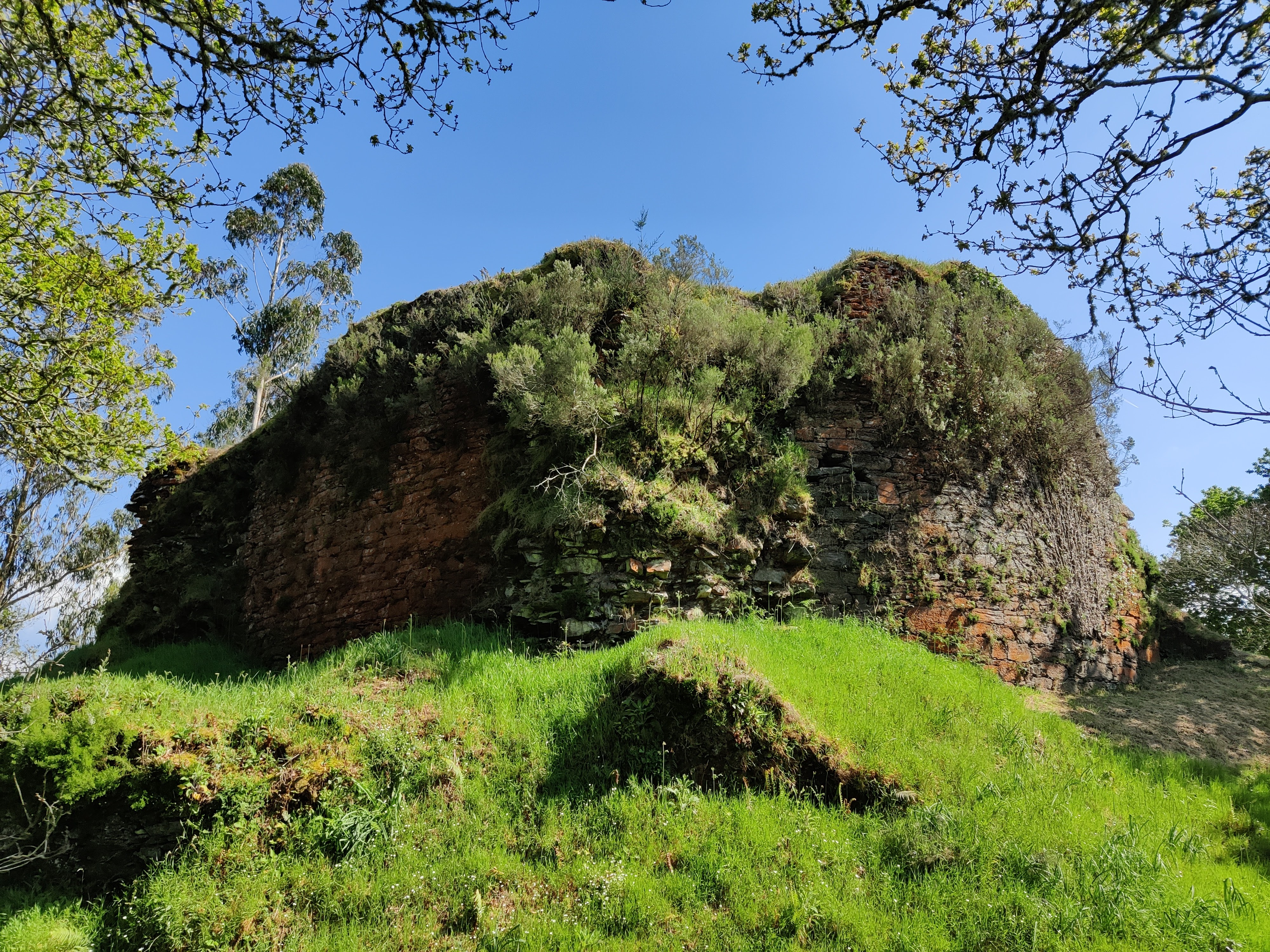
Castelo de Mesía

O Castelo de Mesía situa-se no lugar da Pobra, da paróquia de San Cristovo de Mesía, no concelho corunhês de Mesía, a meio caminho entre as cidades da Corunha e Santiago de Compostela dentro da rota do Caminho Inglês do Caminho de Santiago, na Comunidade Autônoma da Galiza, (Espanha), na ribeira esquerda do rio Samo, afluente do Tambre.

## História
Provavelmente as origens desta fortificação remontam ao século XIII. Porém, as primeiras notícias documentais que se conservam datam-se no século XV, em 1401. Neles afirma-se que foi construída ou reconstruída por Gonzalo Dias de Mesia, nobre pertencente aos partidários trastamaristas na guerra civil que enfrentou a Pedro I, apelidado o Cruel, e o vencedor Henrique de Trastâmara, o que após a sua vitória beneficiou com múltiplas propriedades e favores para os seus aliados, e entre eles, poderia figurar a torre e terras de Mesía em favor de Gonçalvo Dias.
De Gonçalvo passou ao seu filho Garcia Díaz, e deste à sua filha Constança. Quando esta faleceu, o seu marido, Álvaro de Castro, tentou tomar posse da Casa e jurisdição, feito que impediu o primo de Garcia Díaz, Ares Pardo das Marinhas, sitiando o castelo e tomando-o pela força.
Já no século XV, em 1430 produz-se o matrimônio entre a filha de Ares Pardo, Dona Berenguela e Alonso de Mendoza, sobrinho do arcebispo compostelano, e esta recebe como dote o senhorio de Mesía, que renderam preito de homenagem sobre o castelo ao arcebispo Rodrigo de Luna. Tempo depois herdou o senhorio o filho destes, Lope Pérez de Mendoza, ao que Rodrigo de Luna tentou disputar a propriedade num escrito do 29 de Março de 1457.
Morto Lope em 1462 herda as suas posses o seu tio Gómez Pérez das Marinhas, que não pôde evitar que em 1467 seja tomado e posteriormente derrubado quase completamente pelos irmandinhos levantados em armas durante a Grande Revolta Irmandinha.
Uma vez sufocada a revolta, o arcebispo de Santiago Alonso II de Fonseca toma posse da jurisdição e ordena a reconstrução do castelo. Permanecerá em mãos do senhorio de Santiago até a Batalha de Altamira, com cuja derrota os senhores feudais recuperaram as posses que lhes foram usurpadas por Fonseca. Deste jeito jurisdição e o castelo, após três meses de resistência ao sitio levantado Por Gómez Pérez das Mariñas, voltou às mãos de Gómez Pérez.
De Gómez Pérez das Mariñas passou à sua filha Dona Ginebra, e desta a sua filha Catalina, à que de novo lha usurpa Alonso II de Fonseca, tornando-se parte do patrimônio do arcebispado desde 1523.
Dona Ginebra casara com o nobre castelhano Luis Azevedo, o que implicou a sua marcha a Salamanca. Aproveitaram a sua ausência os nobres do contorno, que ocuparam o castelo, pelo qual se queixam à rainha Isabel a Católica, que atendeu as suas demandas em Valladolid em 1476, ordenando aos justiças da Galiza que impedissem a edificação de quaisquer outras fortificações na jurisdição de Mesia.
O Cardeal Hoyo em 1608, quando visitou esta diocese deixou a seguinte descrição do castelo:
"La fortaleza de Mesía está a siete leguas de la ciudad de Santiago hacia Betanzos. Tiene las paredes fuertes y unos derrumbaderos por toda ella, Alrededor y por la parte Oriente y del Septentrión, la cerca un río [o Samo] y sólo la entrada por la puerta tiene llana. Tiene algunos aposentos y razonable vivienda, pero muy lóbrega y melancólica. En la fortaleza y juzgado de Mesía, que tiene 2000 vasallos, pone [o Arcebispo] un juez, el cual asimismo es alcaide de dicha fortaleza."
A torre manteve-se em pé até meados do século XIX em que foi derrubada pelos vizinhos para reaproveitar as suas pedras em construções na zona. De acordo com o autor Carré Aldao, ainda podia ver-se o lintel da porta de entrada com uma inscrição na qual assinalava a Gonçalvo Dias de Mesia e a sua esposa Maria Peres como os que ordenaram levantar o castelo: ( ESTA CASA FEZO D. GONÇLAVO (Gonçalvo) DIAS DE MESIA E SUA MOLER M (Maria) PRES (Peres).. Também se conservava uma pedra armeira com as armas da linhagem, composta por três faixas de azure em campo de ouro.
Em 1858 o conjunto conservava-se em bom estado, sendo a data provável do desabamento da torre o ano de 1859.
A jurisdição regida pelo prefeito deste castelo, no nome do arcebispo de Santiago de Compostela, compreendia 48 paróquias, muitas delas pertencentes a atuais concelhos limítrofes.
As ruínas foram declaradas Bem de Interesse Cultural em 1994.

## Características
A planta das ruínas desta pequena fortificação é em nossos dias apenas perceptível.
Rodeava-se com uma muralha circular de forma ovóide, por sua vez rodeado por um fosso, com três torreões semicirculares acaroados.
Os muros conservados das defesas estão feitos de alvenaria xistosa e alcançam os 2 metros e meio de grossura, e em alguns lugares conserva até 18 metros de altura. Conserva também duas seteiras de mais de dois metros de altura e amplo derrame interior no lado que olha para o rio.
Também fazia parte da muralha a torre de menagem de planta quadrada e que sobressaía em altura sobre a muralha. Em nossos dias são perceptível os alicerces da sua possível planta quadrada.
Nos lados norte e leste, a forte pendente que baixa para o rio Samo facilita a defesa.
Sua função primariamente militar marca a austeridade das construções. No interior conservam-se diversos muros divisórios de difícil interpretação. Diferentes dependências formavam o conjunto: cortes, adega, forno, moinho, chaminé, ponte levadiça…
Perto do castelo, no lugar de Torre encontram-se os restos de uma fortificação relacionada com o castelo e no qual entre outros elementos conserva-se uma pedra armeira dos Mesia.

## A lenda da Infançona de Mesía
Conta esta lenda que a dona do castelo estava namorada de um trovador que se entendia com uma donzela do seu séquito. Despeitada, a dona mandou a um parente seu que lhe trouxesse a cabeça daquela donzela. O que não pôde suspeitar a Infançona foi que a cabeça que trouxeram foi a da sua própria filha.
Outras lendas relacionadas com o castelo falam de passadiços segredos e da construção do castelo por parte dos “mouros”.